# Maurizio Lupi
Maurizio Lupi (Milán, 3 de octubre de 1959) es un político italiano, líder de Nosotros Moderados (NM). Ha sido ministro de Infraestructura y Transporte entre el 28 de abril de 2013 y el 20 de marzo de 2015.

## Educación y vida tempranas
Lupi Nació en Milán el 3 de octubre de 1959. Tiene un grado en Ciencias Políticas.

## Carrera
Lupi trabajó como miembro del consejo municipal de Milán de 1993 a 1997 y hasta que en 1996 fue nombrado vicepresidente del consejo. Ha sido miembro del parlamento italiano desde 2001. Fue diputado en la cámara de diputados hasta que el 28 de abril de 2013 fue nombrado ministro de Infraestructura y Ttansporte en el gabinete de Letta. Reemplazó a Corrado Passera en el Ministerio. Lupi se unió a Nueva Centroderecha, creado por Angelino Alfano en noviembre de 2013. Lupi continuó trabajando como ministro de Infraestructura y Transporte en el gabinete formado por Matteo Renzi en febrero de 2014.
El 19 de marzo de 2015 anunció que dimitía como ministro el día siguiente debido a un escándalo de corrupción.